# Bill Hajt
William Albert Hajt, kanadski hokejist slovenskega rodu, * 18. november 1951, Radisson, Saskatchewan, Kanada.
Hajt je celotno NHL kariero igral za klub Buffalo Sabres, za katere je v štirinajstih sezonah odigral 854 tekem, na katerih je dosegel 42 golov in 202 podaje oziroma 244 točk.
Tudi njegov sin, Chris Hajt, je bil hokejist. 

## Pregled kariere
Odebeljeno - reprezentančni nastopi, glej tudi Statistika pri hokeju na ledu.
| Moštvo            | Liga  | Sezona  |    | Redni del | Redni del | Redni del | Redni del | Redni del | Redni del |   | Končnica | Končnica | Končnica | Končnica | Končnica | Končnica |
| ----------------- | ----- | ------- | -- | --------- | --------- | --------- | --------- | --------- | --------- | - | -------- | -------- | -------- | -------- | -------- | -------- |
| Moštvo            | Liga  | Sezona  | OT | G         | P         | T         | +/-       | KM        | OT        | G | P        | T        | +/-      | KM       |          |          |
| Saskatoon Blades  | WCJHL | 1967/68 |    | 60        | 4         | 10        | 14        |           | 35        |   |          |          |          |          |          |          |
| Saskatoon Blades  | WCHL  | 1968/69 |    | 60        | 3         | 18        | 21        |           | 54        |   |          |          |          |          |          |          |
| Saskatoon Blades  | WCHL  | 1969/70 |    | 60        | 10        | 21        | 31        |           | 40        |   |          |          |          |          |          |          |
| Saskatoon Blades  | WCHL  | 1970/71 |    | 66        | 19        | 53        | 72        |           | 50        |   |          |          |          |          |          |          |
| Cincinnati Swords | AHL   | 1972/73 |    | 69        | 4         | 31        | 35        |           | 40        |   | 15       | 2        | 9        | 11       |          | 14       |
| Cincinnati Swords | AHL   | 1973/74 |    | 66        | 5         | 30        | 35        |           | 66        |   | 5        | 0        | 4        | 4        |          | 4        |
| Buffalo Sabres    | NHL   | 1973/74 |    | 6         | 0         | 2         | 2         |           | 0         |   |          |          |          |          |          |          |
| Buffalo Sabres    | NHL   | 1974/75 |    | 76        | 3         | 26        | 29        |           | 68        |   | 17       | 1        | 4        | 5        |          | 18       |
| Buffalo Sabres    | NHL   | 1975/76 |    | 80        | 6         | 21        | 27        |           | 48        |   | 9        | 0        | 1        | 1        |          | 15       |
| Buffalo Sabres    | NHL   | 1976/77 |    | 79        | 6         | 20        | 26        |           | 56        |   | 6        | 0        | 1        | 1        |          | 4        |
| Buffalo Sabres    | NHL   | 1977/78 |    | 76        | 4         | 18        | 22        |           | 30        |   | 8        | 0        | 0        | 0        |          | 2        |
| Buffalo Sabres    | NHL   | 1978/79 |    | 40        | 3         | 8         | 11        |           | 20        |   |          |          |          |          |          |          |
| Buffalo Sabres    | NHL   | 1979/80 |    | 75        | 4         | 12        | 16        |           | 24        |   | 14       | 0        | 5        | 5        |          | 4        |
| Buffalo Sabres    | NHL   | 1980/81 |    | 68        | 2         | 19        | 21        |           | 42        |   | 8        | 0        | 2        | 2        |          | 17       |
| Buffalo Sabres    | NHL   | 1981/82 |    | 65        | 2         | 9         | 11        |           | 44        |   | 2        | 0        | 0        | 0        |          | 0        |
| Buffalo Sabres    | NHL   | 1982/83 |    | 72        | 3         | 12        | 15        |           | 26        |   | 10       | 0        | 0        | 0        |          | 4        |
| Buffalo Sabres    | NHL   | 1983/84 |    | 79        | 3         | 24        | 27        |           | 32        |   | 3        | 0        | 0        | 0        |          | 0        |
| Buffalo Sabres    | NHL   | 1984/85 |    | 57        | 5         | 13        | 18        |           | 14        |   | 3        | 1        | 3        | 4        |          | 6        |
| Buffalo Sabres    | NHL   | 1985/86 |    | 58        | 1         | 16        | 17        |           | 25        |   |          |          |          |          |          |          |
| Buffalo Sabres    | NHL   | 1986/87 |    | 23        | 0         | 2         | 2         |           | 4         |   |          |          |          |          |          |          |
| Skupaj            |       |         |    | 1235      | 87        | 365       | 452       |           | 718       |   | 100      | 4        | 29       | 33       |          | 88       |